# Uropsilus fansipanensis
Uropsilus fansipanensis — вид ссавців родини Talpidae. Ендемік північно-західного В'єтнаму.
Етимологія. Видовий епітет «fansipanensis» відноситься до типового місцеперебування нового виду, гори Фаншипан.
Діагностика. Це вид середнього розміру. Тіло двоколірне, спина злегка червонувато-коричнева, а черево темно-сіре, але поділ між спиною й черевом неочевидний. Кінчики волосинок на спині рудувато-бурий, а решта сіра. Хвіст рівномірно темно-сірий, довгий, тонкий і вкритий дрібними лусочками, розташованими кільцями; поступово темніють від основи до кінчика. Короткі щетинкові волоски рідко вкривають хвіст від основи до кінчика, і довші на кінчику хвоста. Вилична дуга товстіша. Слізний отвір добре розвинений і значно більший за підочноямковий отвір. Зубна формула: I 2/1, C 1/1, P 4/4, M 3/3 = 38. Нижній третій премоляр (р3) великого розміру. Нижні перший і третій премоляри (p1 і p3 відповідно) приблизно однакового розміру. Нижнє ікло (c1) більше p1.